# Bernard Frank (orientaliste)
Pour les articles homonymes, voir Bernard Frank et Frank.
Bernard Frank, né à Paris le 28 février 1927 et mort à Neuilly-sur-Seine le 15 octobre 1996, est un orientaliste français spécialiste du Japon. Il fut successivement chargé de recherche au Centre national de la recherche scientifique (CNRS), chargé de conférences à la Section des Sciences religieuses de l'École pratique des hautes études (EPHE), directeur d'études à la Section des Sciences historiques et philologiques de l'École pratique des hautes études, puis professeur au Collège de France.

## Biographie

### Jeunesse
Dès l'enfance, Bernard Frank commença à s'intéresser à l'Extrême-Orient, et plus particulièrement au Japon. À l'École des langues orientales où il eut pour maître Charles Haguenauer, il apprit le sanskrit, le chinois et le japonais. Son intérêt s'orienta vers l'étude des croyances et des mentalités japonaises qu'il appréhenda dans le contexte plus large des influences reçues des civilisations chinoise et indienne, via le bouddhisme en particulier. Cette ouverture aux multiples composantes linguistiques et culturelles de l'Asie lui fournit autant d'éléments de référence qui enrichiront sa démarche scientifique, lui donnant profondeur et plénitude.

### Carrière universitaire
À partir de 1951, Bernard Frank devint attaché, puis chargé de recherche au Centre national de la recherche scientifique (CNRS). C'est après avoir acquis son diplôme de la section des sciences religieuses de l'École Pratique des Hautes Études, en 1954, que Bernard Frank s'embarqua pour un séjour de trois années à la maison franco-japonaise de Tokyo, premier contact avec le Japon réel. Ces premières années passées à Tokyo ont été à l'évidence cruciales dans sa carrière de savant. C'est là en effet qu'il a mis en route ses premiers travaux importants et que se sont précisées certaines préoccupations intellectuelles qui ne devaient plus quitter. C'est aussi au cours de ce premier séjour au Japon qu'il rencontra et épousa Junko Tsuchihachi, une jeune fille née d'une vieille famille de notables de la préfecture de Wakayama, qui étudiait alors la peinture occidentale à l'université des Arts de Tokyo. Peintre à l'œuvre originale d'inspiration surréaliste mais proche de la nature, Junko Frank contribua à créer un environnement esthétique et spirituel.

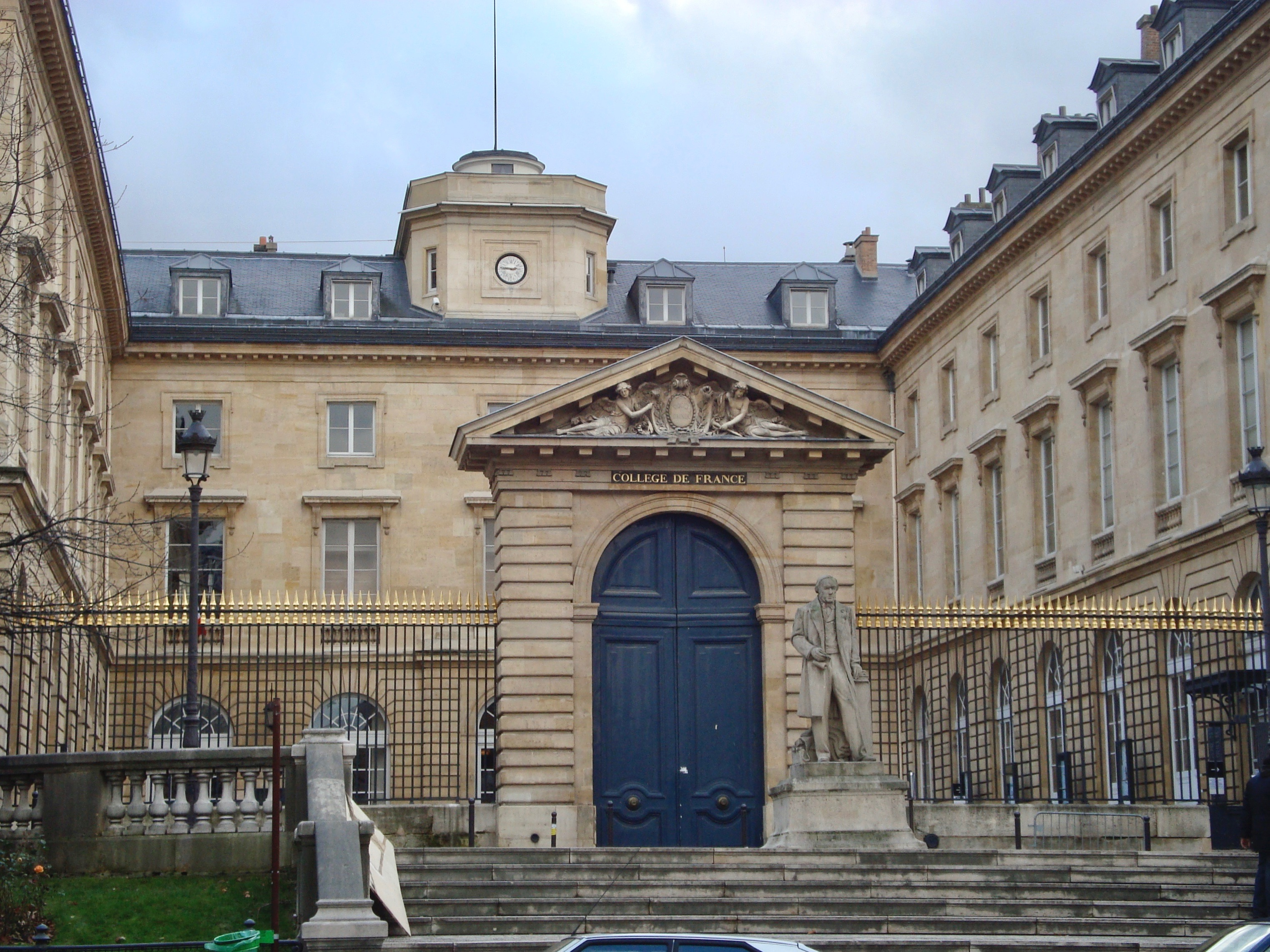
Collège de France, à Paris.

Parallèlement, Bernard Frank mena une carrière à l'École pratique des hautes études, comme chargé de conférences à la section des sciences religieuses de 1959 à 1963, puis, de 1965 à 1981, comme directeur d'études à la section des sciences historiques et philologiques. Entretemps, il obtint son doctorat, enseigna à l'université Paris VII comme chargé de cours (1970-71). De 1972 à 1974, il dirigea la maison franco-japonaise de Tokyo dont il avait été pensionnaire 20 ans plus tôt. De retour en France, il enseigna comme maître de conférences à l'université Paris VII avant d'être nommé au Collège de France en 1979 sur la chaire de Civilisation japonaise. En 1983, il fut élu membre de l'Académie des inscriptions et belles-lettres et, la même année, l'Académie du Japon l'accueille comme membre associé.

### Œuvre et postérité
Le nom de Bernard Frank restera lié à la traduction du Konjaku monogatari shū. Par son érudition, les Histoires qui sont maintenant du passé forment la matière par excellence où se conjuguent ses deux grands domaines d'intérêt : la religion et la littérature. Pendant ses années à l'École Pratique des Hautes Études, Bernard Frank avait également examiné un autre texte capital de cette littérature des anecdotes exemplaires, le Sanbô-e (« Peinture des Trois Joyaux »).
Dans le domaine littéraire, Bernard Frank se consacra à la poésie japonaise (waka), seule forme littéraire qui ait donné lieu, dans la sensibilité japonaise, à une voie (道, dō), c'est-à-dire une discipline où « la distinction stylistique recherchée sert l'accomplissement personnel, la sublimation esthétique, voire la quête spirituelle ».

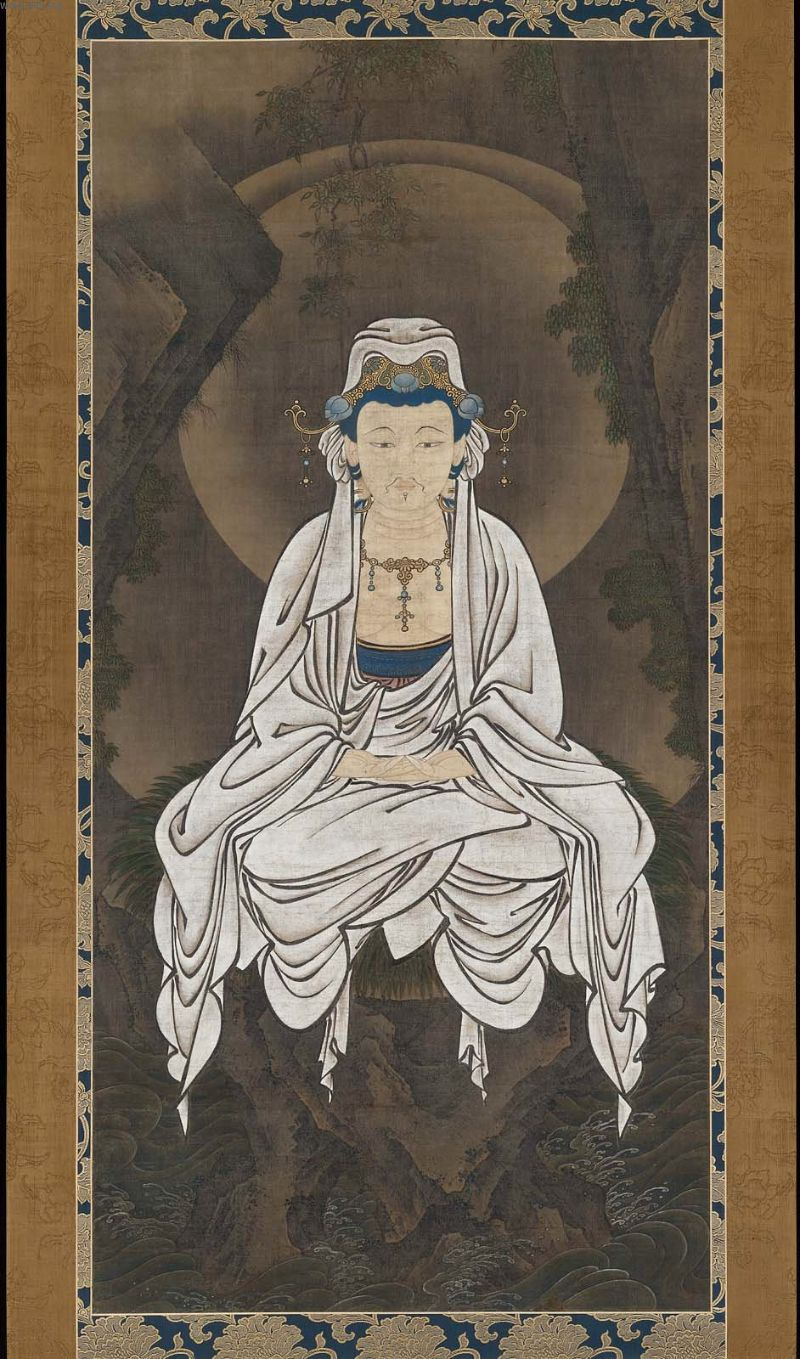
Kannon Bosatsu.

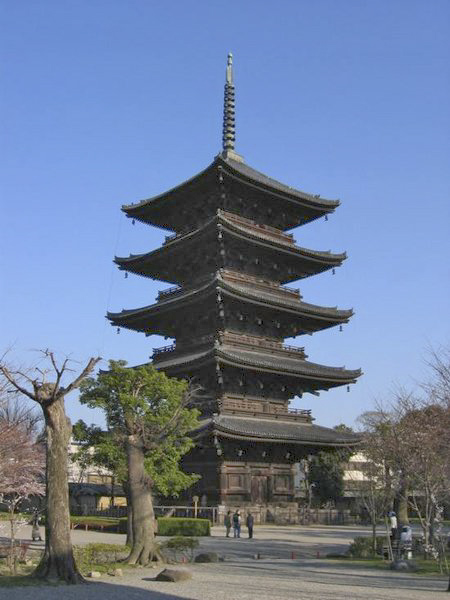
Le Tō-ji, à Kyōto.

Bernard Frank nous a laissé une œuvre nourrie d'un profond savoir accessible au lecteur occidental. Dans tous ses travaux, il chercha à confronter, dans la mesure du possible, les résultats que lui fournissait la recherche sur les textes avec la réalité concrète dont il faisait régulièrement l'expérience sur le terrain. Ceci est particulièrement vrai pour l'autre grand domaine que ses recherches ont éclairé de façon magistrale : l'iconographie du panthéon bouddhique (sculptures, peinture et gravures) qu'il analysa tant sur le plan esthétique que doctrinal, dans le contexte de la place que ces images tiennent encore dans la vie des Japonais d'aujourd'hui. Parmi les innombrables temples qu'il visita dans tout l'archipel, Bernard Frank étudia chacun des 33 temples du Saigoku Sanjūsan-sho (西國三十三箇所) (pèlerinage des 33 temples du Kansai dédiés à Kannon Bosatsu), le pèlerinage de Kannon Bosatsu de la région du Kansai dont il rapporta une collection d'o-fuda qui fut l'objet d'une exposition au Japon. Une partie des cendres de Bernard Frank reposent au temple bouddhique Tō, appartenant à la secte Shingon et située à Kyoto.

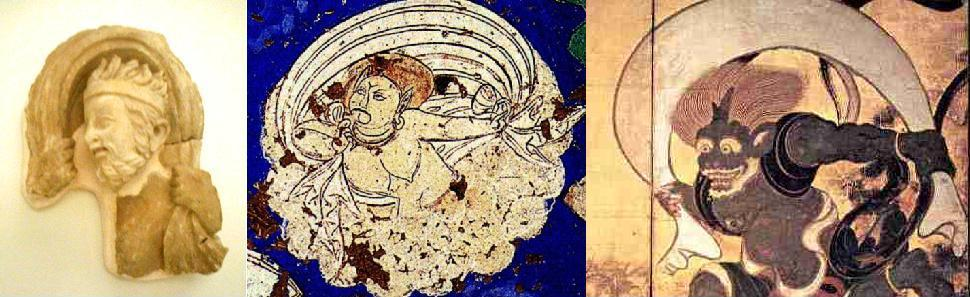
Évolution iconographique du dieu du vent.

À la suite de son décès, un ouvrage collectif sur les moines thaumaturges du Japon et de Chine lui a été dédié.

## Ouvrages et publications

### Ouvrages
- Kata-imi et Kata-tagae. Étude sur les interdits de direction à l'époque Heian, Collège de France, 1998[5].
- Le panthéon bouddhique au Japon - collection d'Emile Guimet, Réunion des musées nationaux,  Paris, 1991[6].
- Amour, couleur, colère – Essais sur le bouddhisme au Japon, Paris, Institut des hautes études japonaises du Collège de France, 2000.
- Dieux et Bouddhas au Japon, Paris, Odile Jacob, 2000.
- Nihon bukkyô mandara ( titre en français ?), traduit en japonais par Junko Frank, Tokyo, Fujiwara shoten, 2002[7].
- Ofuda ni miru Nihon bukkyô (« Le bouddhisme japonais à travers les images pieuses »), traduit en japonais par Junko Frank, Tokyo, Fujiwara shoten, 2006[8].

### Traductions
- Shichirô Fukazawa, Étude à propos des chansons de Narayama, Gallimard, Paris, 1980[9], roman qui fut adapté au cinéma en 1958 par Keisuke Kinoshita puis en 1982 par Shōhei Imamura (La Ballade de Narayama, Palme d'or au Festival de Cannes 1983).
- Histoires qui sont maintenant du passé (Konjaku monogatari shū) introduction, traduction et commentaires, Gallimard, Paris, 1987[10].

### Publications dans des ouvrages collectifs
- Le bouddhisme japonais (en collaboration avec Gaston Renondeau) in Histoire des religions,  Encyclopédie de la Pléiade, Tome 1, Gallimard, Paris, 1970  (ISBN 9782070104277).
- Quelques aperçus sur la littérature bouddhique de Heian, dans Nichi-futsu-bunka no 28, Maison franco-japonaise, Tôkyô, 1973.
- L'Île flottante – Ukishima – de la poésie japonaise: réalité ou fiction? dans les Mélanges offerts à M. Charles Haguenauer en l'honneur de son quatre-vingtième anniversaire – Études japonaises, Bibliothèque de l'Institut des Hautes Études japonaises, Collège de France, Paris, 1980.
- Collège de France. Chaire de Civilisation japonaise. Leçon inaugurale faite le vendredi 29 février 1980. Édition révisée avec traduction japonaise., Maison franco-japonaise, Tôkyô, 1981.
- Entre idéogrammes chinois et syllabaire japonais: l'étonnant exemple d'un texte susceptible d'une lecture en deux langues in Actes du colloque Espaces de la lecture (Écritures III), Paris, Retz, 1988.
- La double vérité du Bouddha : unité et pluralité in Vérité poétique et vérité scientifique, PUF, Collection "Hors collection", Paris, 1989  (ISBN 9782130419693).
- Vacuité et corps actualise : le problème de la présence des Personnages Vénérés du bouddhisme dans leurs images selon la tradition du bouddhisme japonais in The Journal of the International Association of Buddhist Studies XI-2. Reprise avec addenda et corrigenda d'une contribution publiée dans Le corps des dieux - Le temps de la réflexion VII, Gallimard, Paris, 1986  (ISBN 9782070707706).
- L'expérience d'un malheur absolu : son refus et son dépassement. L'histoire de la mère de Jôjin, in Comptes rendus de l'Académie des Inscriptions et Belles-Lettres, avril-juin et corrigenda inséré dans le numéro de novembre-décembre, 1989.
- Les deva de la tradition bouddhique et la société japonaise: l'exemple d'Indra/Taishaku-ten in Bouddhismes et sociétés asiatiques – Clergés, sociétés et pouvoirs, sous la direction d'A. Forest, E. Kato et L. Vandermeersch, Paris, l'Harmattan (OCLC 651086208) et Tôkyô, Université Sophia, 1990.
- L'image du bodhisattva Seishi du Kondô du Hôryûji retrouvée au musée Guimet – Le dossier documentaire, Arts asiatiques, XLVII, 1992.
- Penser japonais, participation au cycle de conférences de l'Académie des Sciences morales et politiques pour 1992–1993.
- Sur l'axe du temps. Du cosmos à l'homme, de l'histoire à la prospective. in Revue des sciences morales et politiques, no 3, 1993.
- Amour, colère, couleur - variations sur Aizen-myôô. in  Bouddhisme et cultures locales – quelques cas de réciproques adaptations, École Française d'Extrême-Orient, Études thématiques 2, Paris, 1994, pp. 247–271.
- Une grande figure du panthéon bouddhique au Japon, Bishamon-ten, Japon Pluriel, Actes du premier colloque de la Société française des études japonaises, Philippe Picquier, Arles, 1995 pp. 11–41.
- Une iconographie japonaise connue dans l'Europe du XVIe siècle à partir d'une faute de traduction, et sa réalisation ludique sous forme sculptée à notre époque., Comptes rendus de l'Académie des Inscriptions et Belles-Lettres, 1996.
- (Kyburz, Josef, dir.) : *Ofuda, images gravées des temples du Japon, La collection Bernard Frank (Bibliothèque de l'Institut des Hautes Études Japonaises du Collège de France), diffusion : Paris, De Boccard, 2011 ; 349 p., 267 ill. couleurs,  (ISBN 978-2-913217287), avec la collaboration scientifique de Didier Davin, Jérôme Ducor, Julien Faury, Matthias Hayek et Sekiko Petitmengin-Matsuzaki, sous la supervision de Junko Frank.

## Distinctions honorifiques
- Officier de la Légion d'honneur
- Officier de l'ordre national du Mérite
- Officier de l'ordre des Palmes académiques
- Chevalier de l'ordre des Arts et des Lettres
- Grand-Officier de l'Ordre du Trésor sacré du Japon